# کاربر (رایانه)

آیکن کاربر

در فرهنگ رایانه، کاربر (به انگلیسی: User) کسی است که با یک سیستم - اعم از سخت‌افزار یا نرم‌افزار تعامل دارد و از آن استفاده می‌کند. در بیشتر مواقع، کاربر انسان است. واژهٔ کاربر، استعاره‌ای است که بین افرادی که در پیاده‌سازی سیستم مشارکت داشته‌اند (مانند برنامه‌نویسان)، و استفاده‌کنندگان واقعی از آن (مانند اپراتورها)، تمایز ایجاد می‌کند. گاهی برای تأکید، از اصطلاحاتی مانند کاربر نهایی (End-user) یا کاربر نابرنامه‌ساز (Non-programmer User) هم استفاده می‌شود.
هر سیستم می‌تواند یک یا چند نوع کاربر داشته باشد؛ برای نمونه، در ویکی‌پدیای فارسی، چندین نوع کاربر وجود دارد، از جمله: مدیران، مشارکت‌کنندگان، و بازدیدکنندگان.

## در سیستم عامل
در سیستم عامل‌ها، کاربران نسبت به شخصیت خویش؛ از توانایی‌ها و دسترس‌پذیری به خصوصی برخوردارند.
انواع در سیستم عامل ویندوز:
- مدیر (Adminisrator)
- استاندارد (Standard)
- کودک (Child)
- مهمان (Guest)

انواع کاربر در لینوکس:
- مدیر (Administrator)
- معمولی (Regular)
- کاربر معمولی (Regular User)
- خدمات (Service)